# Universitatea de Științe Agronomice și Medicină Veterinară din București
Die Universitatea de Științe Agronomice și Medicină Veterinară din București (USAMV; deutsch Universität für Agrarwissenschaften und Veterinärmedizin Bukarest) ist eine staatliche Landwirtschaftliche und veterinärmedizinische Universität in Bukarest.
Die Geschichte geht auf das 1852 durch Barbu Dimitrie Știrbei gegründete Landwirtschaftliche Institut Pantelimon zurück und ist die älteste Landwirtschaftshochschule des Landes. Die Universität gliedert sich in sieben Fakultäten.

## Zahlen zu den Studierenden
Nach den Angaben auf der Webseite der Universität 2022 hatte sie 12.188 Studierende, davon 7230 Vollzeit-Bachelorstudenten und 2599 Teilzeit- oder online-Bachelorstudenten, 1607 Masterstudenten in Vollzeit und 294 in Teilzeit, sowie 458 Doktoranden.

## Fakultäten
- Landwirtschaft
- Gartenbau
- Zootechnik
- Veterinärmedizin
- Melioration und Umwelttechnik
- Biotechnologie
- Management und Wirtschaftsingenieurwesen in Landwirtschaft und ländlicher Entwicklung